# Muralles de Rupià

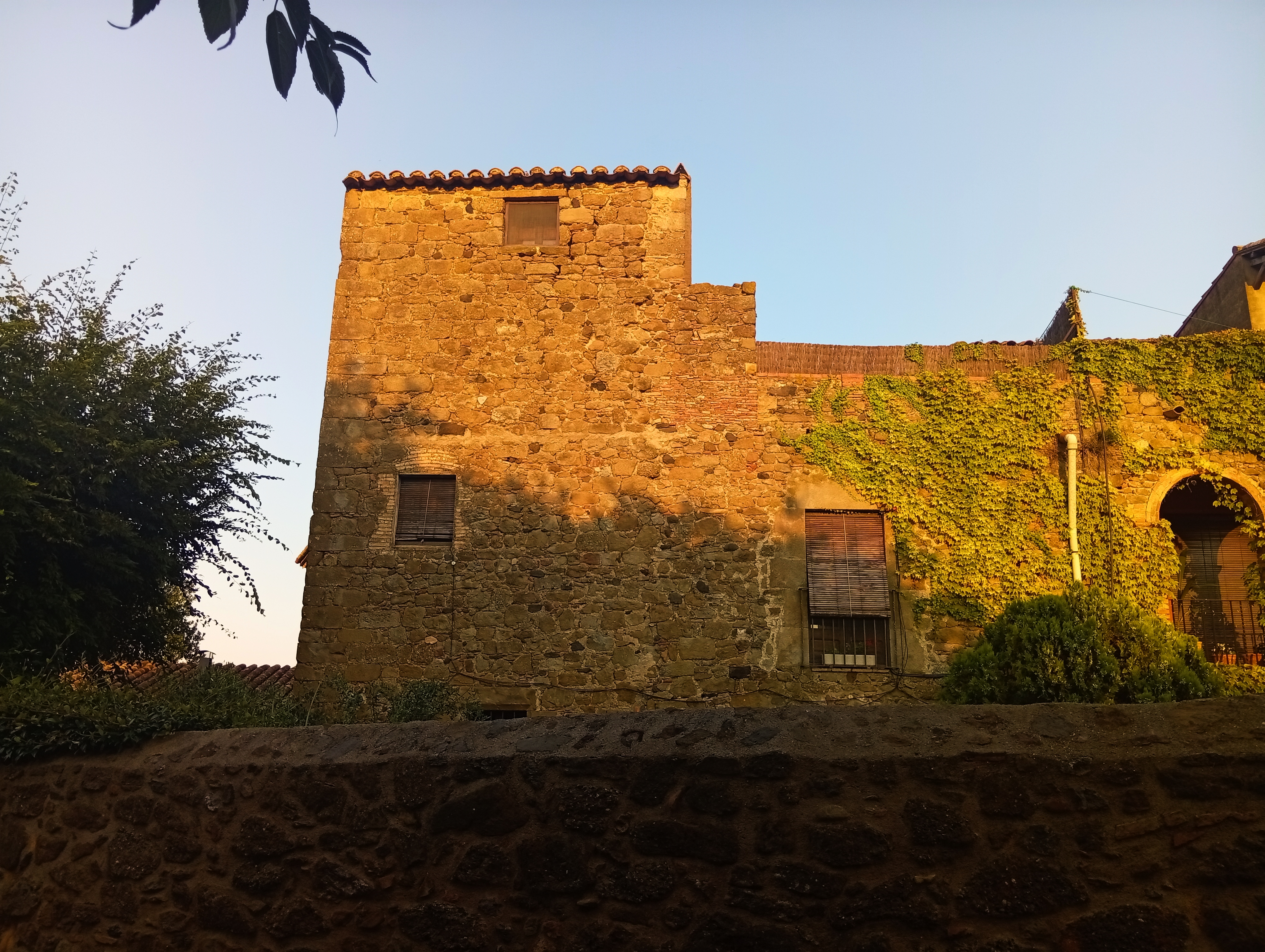
Antiga torre de les muralla, al carrer Sant Vicenç.

Les Muralles de Rupià són un monument declarat bé cultural d'interès nacional al municipi de Rupià (Baix Empordà). Les muralles de Rupià conserven encara elements que permeten seguir el traçat medieval del nucli. La planta del recinte era rectangular. Hi ha restes de dos portals: el d'Avall, situat al SE de la població, molt modificat, amb volta de maó de pla, i el d'Amunt, a l'oest, prop de l'església, que conserva l'arrencada de la volta al passadís. Altres restes són la base d'una torre de planta quadrada, situada a l'angle NE del recinte i que està adossada a la façana posterior de Can Nató, i alguns fragments de murs dels trams, N, NO i S, amb espitlleres. En conjunt, l'aparell emprat és de pedres bastant regulars i disposades en filades. Als angles hi ha carreus ben escairats.
La muralla envoltava la vila del segle xv. Les notícies sobre l'origen de les muralles de Rupià són poc definides. La bibliografia consultada dona el segle xv com a data més probable de fortificació, tot i assenyalar que hi ha alguns elements que podrien ser de construcció anterior. Malgrat la utilització de les muralles com a part de les noves construccions, el desenvolupament urbanístic de Rupià ha conservat com a únics punts d'accés a l'interior del nucli antic els corresponents als portals del recinte medieval. Les restes de fortificació han estat declarades conjunt historicoartístic.